# Middleton One Row
Middleton One Row – wieś w Anglii, w hrabstwie ceremonialnym Durham, w dystrykcie (unitary authority) Darlington. Leży 32 km na południe od miasta Durham i 344 km na północ od Londynu.